# Muñecas Lupita

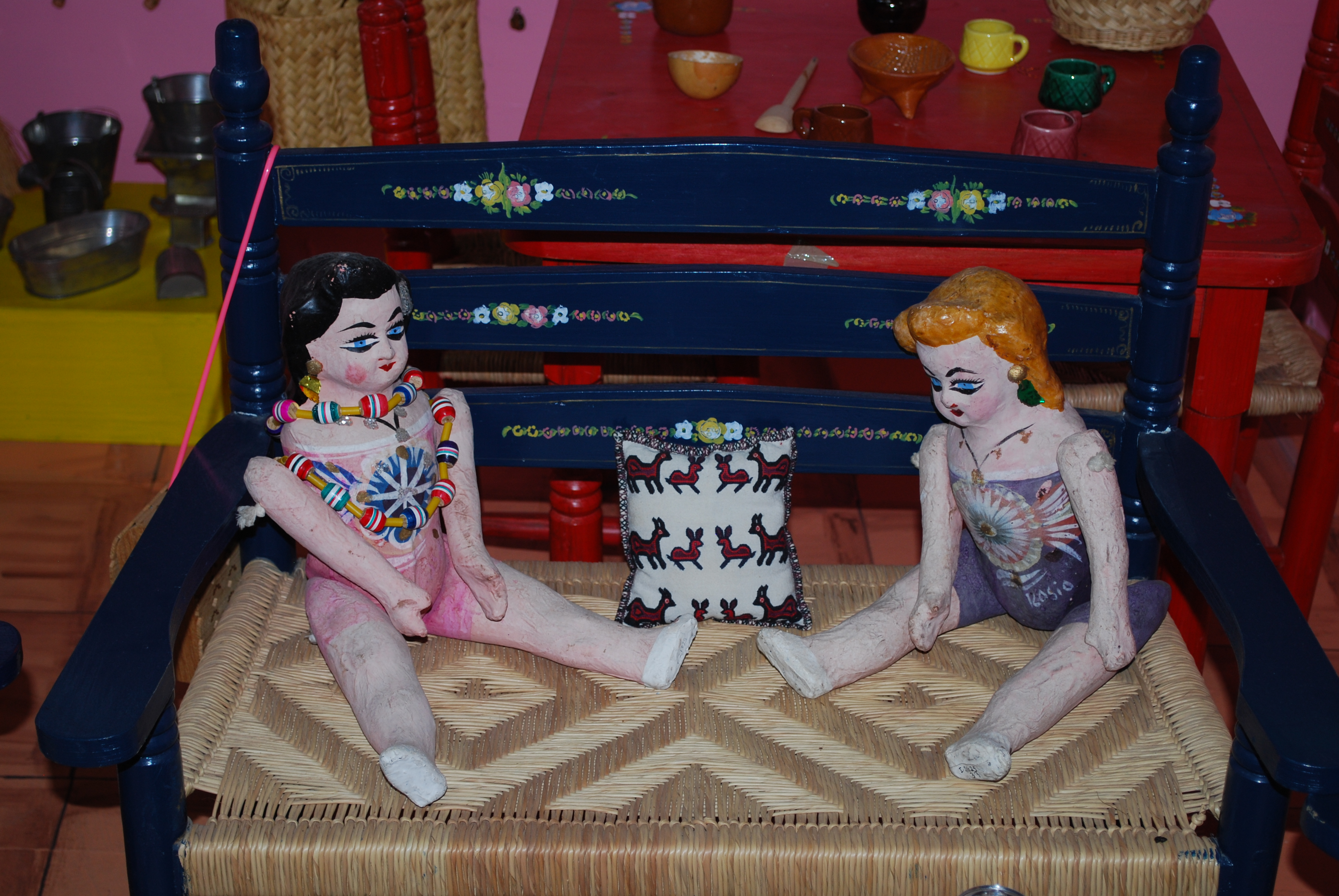
Dos muñecas Lupita en una casa de juguetes en el Centro Cultural Mexiquense en Toluca

Las muñecas Lupita, también conocidas como muñecas de cartonería, son juguetes elaborados con la técnica de papel-maché. Su origen data de hace más de 200 años, se buscaba una alternativa económica a las muñecas de porcelana, que eran mucho más caras. Durante el Porfiriato estas muñecas alcanzaron mayor popularidad, sin embargo el surgimiento de las muñecas de plástico, en la segunda mitad del siglo XX representó una competencia imposible y en la actualidad las muñecas Lupita son elaboradas únicamente por artesanos en determinados talleres de la Ciudad de México, así como en Celaya, Guanajuato y Puebla; algunas de ellas son consideradas como piezas de colección. Desde la década de 1990, se han hecho esfuerzos para revitalizar estas artesanías por parte de artistas como María Eugenia Chellet y Carolina Esparragoza; estas últimas han sido patrocinadas por el gobierno para mantener las técnicas tradicionales e innovar en diseños y formas.

## Las muñecas

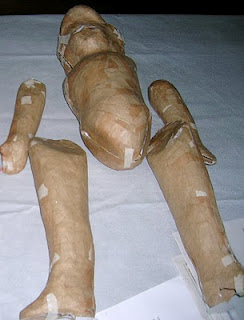
Muñeca Lupita sin montar y sin pintar

La muñeca Lupita es una artesanía Mexicana elaborada  con la técnica de papel maché siendo elaborada principalmente por personas de escasos recursos junto con otros materiales como paja, madera y trapos.  La técnica del papel maché también es conocida como cartonería, la cual al secarse deja una superficie dura y resistente. Esta técnica se ha utilizado para realizar distritos tipos de artesanías hasta la actualidad, entre estas se destacan la realización de alebrijes, figuras de esqueletos y otras piezas para el Día de Muertos .  Para la realización de estas muñecas se cuenta con el apoyo de distintos moldes, uno se utiliza para la cabeza junto con el torso y otros más para la creación de los brazos y las piernas, las cuales se van formando con tiras de papel y engrudo o pegamento colocadas en capas hasta dejar una superficie  gruesa. Cuando las cinco piezas se han secado, se les realizan orificios para conectar los brazos y las piernas. Ambos brazos se conectan a través del torso con un solo cordón que se extiende desde un hombro, a través del cuerpo, hasta el otro hombro, los nudos son visibles en la parte superior de los brazos. Las piernas están unidas con el mismo procedimiento. Esto le da movilidad a los brazos y las piernas desde los hombros y las caderas respectivamente. Las Muñecas Lupita tradicionales están pintadas en diversos tonos de piel y con otros colores para simular su vestimenta o ropa interior. En las muñecas tradicionales también se suele pintar diseños florales de origen Otomí . Las que solo están pintadas con ropa interior son luego cubiertas con algún tipo de vestimenta.  
Las Muñecas Lupita y su elaboración  es reconocida principalmente en la Ciudad de México y en la ciudad de Celaya, Guanajuato, en son conocidas comúnmente como “muñecas de cartonería”.  En la ciudad de Celaya se acostumbra ponerle a las muñecas Lupita nombres que se pintan en el pecho. 
Las muñecas Lupita se utilizaban frecuentemente para jugar junto con sillas, mesas y platos de juguete. Todavía se les suele mostrar sentados en una silla en miniatura. 

## Historia

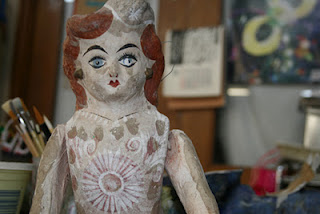
Muñeca Lupita del siglo XX

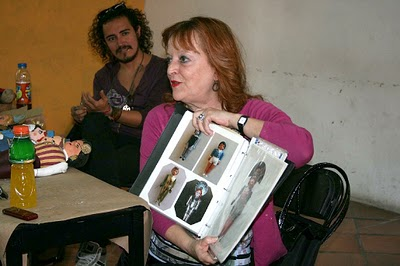
María Eugenia Chellet en un taller del Proyecto Miss Lupita

La técnica de papel maché endurecido tiene sus raíces en la época colonial tardía y el período de la Independenciatemprana, creadas por familias de escasos recursos para simular las costosas muñecas de porcelana procedentes de España   En la Ciudad de México, el nombre "Lupita" deriva del diminutivo del popular nombre femenino "Guadalupe". Antiguamente, estas muñecas se comercializaban en la Ciudad de México en lugares como el Mercado de Sonora, donde aún se venden otros artículos confeccionados con cartonería, como piñatas y figuras de Judas. La popularidad de estas muñecas persistió hasta la era de las muñecas comerciales de plástico.  Existen numerosas historias en torno a estas muñecas. Una de ellas cuenta que una esposa que sospechaba que su marido la engaña adquiere una de estas muñecas y escribe el nombre de su supuesta amante para hacerle saber que ella estaba enterada. Otra historia afirma que, en el pasado, estas muñecas se utilizaron para promocionar burdeles en la Ciudad de México, y cada muñeca representaba a una prostituta. La presencia de estas muñecas en las ventanas indicaba qué mujeres estaban disponibles. 
Lamentablemente, desde la segunda mitad del siglo XX, estas muñecas artesanales han ido perdiendo visibilidad. Ya no se producen en la Ciudad de México y solo se pueden encontrar con algunos artesanos en Celaya, los cuales las comercializan como objetos de colección y ya no como juguetes.   Entre estos artesanos destacan Lupita Hernández y Luis Alberto Canchola, quienes crean las muñecas en diversas dimensiones. 
Desde la década de 1990, el gobierno mexicano ha puesto en marcha iniciativas para reactivar la artesanía tradicional. Uno de estos proyectos fue "Jugar a las Muñecas. Proyecto De las Lupes a las Robóticas", dirigido por la artista María Eugenia Chellet entre 1991 y 2008. Este proyecto buscaba innovar en el diseño de las muñecas, creando imágenes inspiradas en los medios de comunicación, el circo, arlequines y figuras híbridas animal-humanas. Las muñecas fueron pintadas con acrílicos y decoradas con elementos como ropa, cuentas, plumas, cintas y otros materiales. El objetivo principal de este proyecto era reconocer las muñecas no solo como artesanías anónimas, sino como verdaderas obras de arte. Este proyecto contó con el apoyo de CONACULTA y se llevaron a cabo talleres y exposiciones en diversas partes de México. En 2010, se realizó el proyecto Miss Lupita, liderado por Caroline Esparragoza en la Ciudad de México, con el apoyo de Chellet y el Fondo Nacional para las Artes y la Cultura. El objetivo de este proyecto era preservar las técnicas tradicionales para crear las muñecas, al mismo tiempo que se actualizaban los diseños. Las muñecas fueron creadas por personas comunes con la ayuda de artesanos y artistas, y los resultados fueron exhibidos en México, Japón y Portugal . Incluso se organizó un taller para fabricar las muñecas en Japón. 
La técnica de cartonería en la ciudad de Celaya ha obtenido un restablecimiento, que incluye la realización de las muñecas Lupita. 